# Andrakammarvalet i Sverige 1914 (25 september)
Andrakammarvalet i Sverige den 25 september 1914 var ett ordinarie val, och hölls endast sex månader efter det föregående, ett hastigt utlyst extraval 27 mars samma år.

## Valkampanj
Valet präglades starkt av det nyligen utbrutna första världskriget. Kampanjen blev mer nedtonad än den vid vårvalet för liberalerna, som hade splittrats i försvarsfrågan, och de konservativa, som hade fått sin vilja igenom i frågan om försvaret. Socialdemokraterna kampanjade dock mer offensivt än vid vårens extraval.
Väljartendenserna från det föregående valet höll i sig: Socialdemokraterna växte ytterligare, och Liberalerna fortsatte att tappa väljarstöd, medan Högerns resultat från vårens val förblev oförändrat. Det nystartade Bondeförbundet ställde upp som en del av Allmänna valmansförbundets paraplyorganisation, och fick 0,2% av det totala röstantalet.

## Valresultat
För samtliga genom valet invalda riksdagsmän, se Lista över ledamöter av Sveriges riksdags andra kammare 1915-1917.
| Parti                | Parti                                     | Partiledare          | Röster           | Röster | Röster | Mandatfördelning | Mandatfördelning |
| Parti                | Parti                                     | Partiledare          | Antal            | %      | +− %   | Antal            | +−               |
| -------------------- | ----------------------------------------- | -------------------- | ---------------- | ------ | ------ | ---------------- | ---------------- |
|                      | Allmänna valmansförbundet                 | Arvid Lindman        | 268 631          | 36,7   | −1,0   | 86               | +−0              |
|                      | Sveriges socialdemokratiska arbetareparti | Hjalmar Branting     | 266 133          | 36,4   | +6,3   | 87               | +14              |
|                      | Liberala samlingspartiet                  | Karl Staaff          | 196 493          | 26,9   | −5,3   | 57               | −14              |
|                      | Övriga partier                            | —                    | 104              | 0,0    | —      | —                | —                |
| Antal giltiga röster | Antal giltiga röster                      | Antal giltiga röster | 731 361          | 100,0  |        | 230              |                  |
| Ogiltiga röster      | Ogiltiga röster                           | Ogiltiga röster      | 4 124            |        |        |                  |                  |
| Totalt               | Totalt                                    | Totalt               | 735 485 (66,2 %) |        |        |                  |                  |

Inför valet var 1 111 767 personer röstberättigade.

## Regeringsbildning
Socialdemokraterna gick fortsatt framåt, och blev i det närmaste jämnstora med högern (detta skulle bli det sista andrakammarvalet i vilket högern fick flest röster). Mot bakgrund av det oroliga världsläget fick dock ämbetsmannaregeringen Hammarskjöld fortsatt förtroende. Mot slutet av kriget, 1917, fick dock Carl Swartz, en högerman i Första kammaren, i uppdrag att bilda regering, och regeringen Swartz tillträdde 13 mars 1917, sex månader innan påföljande val.